# Takaoka Yohei
Takaoka Yohei (高丘 陽平 Cao Khâu Dương Bình, sinh ngày 16 tháng 3 năm 1996 ở Aoba-ku, Yokohama) là một cầu thủ bóng đá người Nhật Bản thi đấu cho câu lạc bộ Vancouver Whitecaps tại Major League Soccer.

## Thống kê câu lạc bộ
Cập nhật đến ngày 23 tháng 10 năm 2024.
| Câu lạc bộ          | Mùa giải            | Giải đấu            | Giải đấu | Giải đấu | Cúp quốc gia | Cúp quốc gia | Cúp liên đoàn | Cúp liên đoàn | Châu lục | Châu lục | Khác | Khác | Tổng cộng | Tổng cộng |
| Câu lạc bộ          | Mùa giải            | Hạng đấu            | Trận     | Bàn      | Trận         | Bàn          | Trận          | Bàn           | Trận     | Bàn      | Trận | Bàn  | Trận      | Bàn       |
| ------------------- | ------------------- | ------------------- | -------- | -------- | ------------ | ------------ | ------------- | ------------- | -------- | -------- | ---- | ---- | --------- | --------- |
| Yokohama FC         | 2014                | J2 League           | 0        | 0        | 0            | 0            | —             | —             | —        | —        | —    | —    | 0         | 0         |
| Yokohama FC         | 2015                | J2 League           | 0        | 0        | 0            | 0            | —             | —             | —        | —        | —    | —    | 0         | 0         |
| Yokohama FC         | 2016                | J2 League           | 0        | 0        | 1            | 0            | —             | —             | —        | —        | —    | —    | 1         | 0         |
| Yokohama FC         | 2017                | J2 League           | 41       | 0        | 0            | 0            | —             | —             | —        | —        | —    | —    | 41        | 0         |
| Yokohama FC         | 2018                | J2 League           | 0        | 0        | 0            | 0            | —             | —             | —        | —        | —    | —    | 0         | 0         |
| Yokohama FC         | Tổng cộng           | Tổng cộng           | 41       | 0        | 1            | 0            | 0             | 0             | 0        | 0        | 0    | 0    | 42        | 0         |
| Sagan Tosu (mượn)   | 2018                | J1 League           | 0        | 0        | 0            | 0            | 3             | 0             | —        | —        | —    | —    | 3         | 0         |
| Sagan Tosu          | 2019                | J1 League           | 24       | 0        | 2            | 0            | 6             | 0             | —        | —        | —    | —    | 32        | 0         |
| Sagan Tosu          | 2020                | J1 League           | 16       | 0        | 0            | 0            | 1             | 0             | —        | —        | —    | —    | 17        | 0         |
| Sagan Tosu          | Tổng cộng           | Tổng cộng           | 40       | 0        | 2            | 0            | 10            | 0             | 0        | 0        | 0    | 0    | 52        | 0         |
| Yokohama F. Marinos | 2020                | J1 League           | 4        | 0        | 0            | 0            | 1             | 0             | 1        | 0        | —    | —    | 6         | 0         |
| Yokohama F. Marinos | 2021                | J1 League           | 33       | 0        | 1            | 0            | 4             | 0             | —        | —        | —    | —    | 38        | 0         |
| Yokohama F. Marinos | 2022                | J1 League           | 34       | 0        | 0            | 0            | 7             | 0             | 7        | 0        | —    | —    | 48        | 0         |
| Yokohama F. Marinos | Tổng cộng           | Tổng cộng           | 71       | 0        | 1            | 0            | 12            | 0             | 8        | 0        | 0    | 0    | 92        | 0         |
| Vancouver Whitecaps | 2023                | Major League Soccer | 33       | 0        | 3            | 0            | —             | —             | 2        | 0        | 4    | 0    | 42        | 0         |
| Vancouver Whitecaps | 2024                | Major League Soccer | 33       | 0        | 0            | 0            | —             | —             | 2        | 0        | 4    | 0    | 39        | 0         |
| Vancouver Whitecaps | Tổng cộng           | Tổng cộng           | 66       | 0        | 3            | 0            | 0             | 0             | 4        | 0        | 8    | 0    | 81        | 0         |
| Tổng cộng sự nghiệp | Tổng cộng sự nghiệp | Tổng cộng sự nghiệp | 218      | 0        | 7            | 0            | 22            | 0             | 12       | 0        | 8    | 0    | 267       | 0         |